# Tony Catania

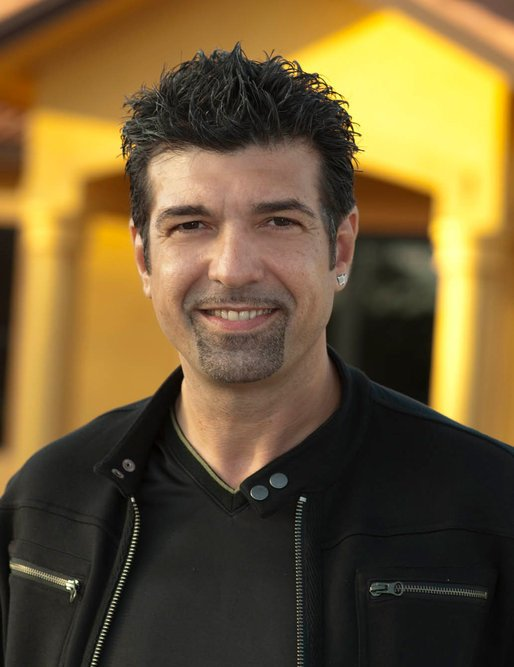
Tony Catania, 2013

Antonio („Tony“) Nunzio Catania (auch bekannt unter dem Pseudonym Tom Civic; * 29. Januar 1965 in Catania, Sizilien) ist ein italienischer Musikproduzent, Komponist und Musiker. Er lebt und arbeitet in den USA und in Deutschland.

## Leben
Tony Catania wuchs in der Stadt Catania auf der italienischen Insel Sizilien auf. Er spielte in verschiedenen lokalen Bands in seiner Heimatstadt. Mit 10 Jahren gründete er seine erste eigene Band „Crash Group“. Diese Formation spielte zwei Jahre lang für den privaten TV-Sender Telecolor in der italienischen Ausgabe der Mini Playback Show. Mit seiner späteren Band T.D.F. gewann er Ende der 1970er-Jahre das Rock Festival in Bologna.
Tony Catania studierte die Musik-Geschichte und klassische Gitarre, Querflöte, Klavier am Conservatorio Di Musica Vincenzo Bellini (Italien). Er absolvierte zudem eine Ausbildung im Bereich Audio Engineering am SAE Institute, Creative Media Education, Frankfurt.
Mitte der 1980er-Jahre kam Tony Catania nach Deutschland und arbeitete für und mit Frank Farian an verschiedenen erfolgreichen Musikproduktionen.
Anfang der 1990er-Jahre gründete er sein erstes eigenes Tonstudio in Deutschland "Catania Music Studios", um sich auf seine Tätigkeit als Musikproduzent, Komponist und Musiker zu konzentrieren.
Tony Catania ist Exclusive Produzent und Songwriter bei BMG Ariola. Er arbeitet auch für Universal und Sony Music.
Im Jahr 1994 hatte Tony Catania als Songwriter und Produzent seinen ersten internationalen Hit mit Scatman John. Es folgten weitere Songs und zwei Alben mit Scatman John. Er komponierte und produzierte Michael Buffers Let's get Ready to Rumble & Ko's feat Michael Buffer.
1997 entdeckte Tony Catania (als Tom Civic) die Rhythm-and-Blues-Sänger und Tänzer R'n'G, für die er komponierte und produzierte. Innerhalb kurzer Zeit konnten sie u. a. mit den Titeln Rhythm of my Heart (TikTak), Darlin ... I Think About you, Open up Your Mind, Here comes the Sun nationale und internationale Erfolge feiern. 1998 entstand das Album The Year of R'n'G.
Tony Catania entwickelte in der Folgezeit, nach Scatman John und R'n'G, einen eigenen Style. Er arbeitet vorrangig in den Musikrichtungen Pop, Pop-Rock, R&B, Dance und Hip-Hop, womit er bis heute Erfolge erzielt.
2005 baute er in Florida (USA) ein weiteres Musikstudio und Plattenfirma CATANIA MUSIC auf.

### Produktion
- Friends Connected – 1993, Produktion
- Scatman John – 1994, Musik/Text/Produktion
- Scatman John – 1995, Musik/Text/Produktion
- Wave Kid – 1995, Musik/Text/Produktion
- Adriana Ruocco – 1996, Musik/Text/Produktion
- Eryx – 1996, Produktion
- K.O.‘s feat. Michael Buffer – 1996, Musik/Text/Produktion
- Scatman John – 1996, Musik/Text/Produktion
- Sunvibe – 1998, Musik/Text/Produktion
- Da Hool – 2001, Produktion/Remix
- Gim & Jazzkantine – 2002, Produktion
- Fabrizio – 2003, Musik/Text/Produktion
- Londonbeat – 2004, Produktion/Remix
- Mark ’Oh – 2009, Musik/Text
- 2-4 Grooves – 2012, Musik/Text/Produktion
- EbGb – 2013 – Musik/Text/Produktion
- Le Twist- 2013 – Musik/Text/Produktion
- Carmen Geiss "CG Project feat EbGb" Musik/Text/Produktion
- Phoenix Block "Chemtrail" Catania – Musik/Text
- Kori Cosby " Musik/Text/Produktion
- Lil Wayne feat 2 Chainz "Gotta Lotta"
- Michelle "So schön ist die Zeit "
- Michelle Album: "Ich würde es wieder tun"
- Craig Servantes & London Symphony Orchestra "Queen of Heart"
- Conkarah "Feel it" Text/Produktion
- Lil Wayne & 2 Chainz " Gotta Lotta "
- Morgan " Warning "
- Gianna Minichello " Green Screen " The Drunk " Text Me "
- The Tony Catania Project " DJ Rock this Party "
- Alan Walker / Imanbek " Sweet Dreams "
- Tom Civic " Fight it " / You can't fight it / The Heat of the Summer / Don't let the Music Stop / Winner / ....
- Kori Cosby Album
- Black Eyed Peas
- Daddy Yankee
- Allan Walker
- Imanbek
- Jason Derulo " Slow Low"
- Michael Buffer " Let Get Ready to Rumble
- Michael Buffer " Ko's feat. Michael Buffer
- T-Street " Words "
- South Site Rockers (SSR) Rock On

### Remixe (Auszug)
- Carmen Geiss CG Project feat EbGb
- Natalie Grant The Story of my Live
- Markus D' Ambrosi Mark Lick it
- Kori Cosby Dance all Night
- Kori Cosby Feel the Magic
- Gianna Minichello Green Screen
- Gianna Minichello The Drunk
- Gianna Minichello Text me
- Queen " investable Man "
- Kori Cosby
- Tom Civic
- RnG
- Michael Buffer
- Weather Girls
- Mantel Jordon .....
- Black Eyed Peas
- Daddy Yankee
- Allan Walker
- Imanbek
- Jason Derulo " Slow Low "

## Privat
Tony Catania lernte seine Frau Ilona 1990 in Deutschland kennen. Sie leiten seit 1991 gemeinsam die Musikstudios Catania Music Studio und das Record Label Catania Music in Deutschland und den USA. Seit 2005 sind Tony Catania und Ilona verheiratet.